# Сакакавиа
Сакакавиа (англ. Lake Sakakawea) — водохранилище на реке Миссури, в центральной части штата Северная Дакота, США.
Занимает второе место по площади среди водохранилищ США и двенадцатое место среди озёр страны. Располагается на территории шести округов штата: Данн, Мак-Кензи, Мак-Лейн, Мерсер, Маунтрейл и Уильямс.
Сформировано плотиной Гаррисон, строительство которой было завершено в 1956 году. Площадь водохранилища составляет около 1240 км², а длина — около 286 км. Объём воды Сакакавиа — 29,4 км³.
Водохранилище получило своё название в честь Сакагавеи — женщины из племени северных шошонов, которая помогала экспедиции Льюиса и Кларка в 1804—1806 годах исследовать территории на американском Западе.